# グレン・ミドルトン
グレン・ミドルトン（Glenn Middleton, 2000年1月1日 - ）は、スコットランドのプロサッカー選手。ドンカスター・ローヴァーズFC所属。ポジションはフォワード、ミッドフィールダー。

## 経歴

### 幼少期
グラスゴーで生まれ育ち、子どもの頃からレンジャーズのファンであった。2008年に家族でノーサンプトンに移り住み、ノーサンプトン・タウンの下部組織に入団した。

### クラブ
2012年にノリッジ・シティの下部組織に加わり、2017-18シーズンにトップチームに昇格。FAカップ3回戦のサウサンプトン戦では控えメンバーとしてベンチ入りした。トップチームでの出場機会に恵まれず、2018年1月31日にレンジャーズに移籍し、ノリッジの下部組織時代の恩師であるグレアム・マーティ監督と再会した。
2018年7月12日、マーティの後任に就いたスティーヴン・ジェラードのもと、アイブロックス・スタジアムで行われたUEFAヨーロッパリーグのシュクピ戦でデビューし、そのパフォーマンスは高く評価された。2か月後、ダンディー戦に56分から途中出場し、レンジャーズでの初ゴールを挙げた。10月26日、レンジャーズと2023年夏までの5年契約を交わした。
2019年8月、ハイバーニアンに期限つき移籍。公式戦8試合に出場したが、10月30日以降は出場機会がなく、12月27日に契約が打ち切られた。2020年1月31日、EFLリーグ2のブラッドフォード・シティに再び期限つき移籍し、シーズンの残り期間を過ごすこととなった。
翌シーズン、レンジャーズに復帰するも出場機会に乏しく、2021年1月25日、セント・ジョンストンに期限つき移籍。セント・ジョンストンはこのシーズンのスコティッシュリーグカップを制したが、移籍前にレンジャーズの選手として1試合に出場していたため、自身は出場することができなかった。しかしセント・ジョンストンはスコティッシュカップも制し、こちらには優勝メンバーとして名を連ねた。2021-22シーズンも再びセント・ジョンストンに期限つき移籍し、シーズンを通してプレイした。
2022年7月、3年契約でダンディー・ユナイテッドに移籍。
2025年6月3日、ドンカスター・ローヴァーズFCに移籍した。

### 代表
2014年以降、スコットランドの世代別代表に選出されている。
U-21代表として2018年のモーリス・レベロ・トーナメントなどで活躍したが、同大会は準決勝に進出したがPK戦の末トルコに敗れた。
UEFA U-21欧州選手権では、2021年大会予選のサンマリノ戦、クロアチア戦、2023年大会予選のトルコ戦、カザフスタン戦でそれぞれゴールを挙げた。

## 個人成績
| 国内大会個人成績 | 国内大会個人成績         | 国内大会個人成績 | 国内大会個人成績   | 国内大会個人成績 | 国内大会個人成績 | 国内大会個人成績 | 国内大会個人成績 | 国内大会個人成績 | 国内大会個人成績 | 国内大会個人成績 | 国内大会個人成績 |
| 年度             | クラブ                   | 背番号           | リーグ             | リーグ戦         | リーグ戦         | リーグ杯         | リーグ杯         | オープン杯       | オープン杯       | 期間通算         | 期間通算         |
| 年度             | クラブ                   | 背番号           | リーグ             | 出場             | 得点             | 出場             | 得点             | 出場             | 得点             | 出場             | 得点             |
| スコットランド   | スコットランド           | スコットランド   | スコットランド     | リーグ戦         | リーグ戦         | S・リーグ杯      | S・リーグ杯      | スコティッシュ杯 | スコティッシュ杯 | 期間通算         | 期間通算         |
| ---------------- | ------------------------ | ---------------- | ------------------ | ---------------- | ---------------- | ---------------- | ---------------- | ---------------- | ---------------- | ---------------- | ---------------- |
| 2018-19          | レンジャーズ             | 40               | プレミアシップ     | 15               | 2                | 2                | 2                | 1                | 0                | 18               | 4                |
| 2019-20          | ハイバーニアン           | 19               | プレミアシップ     | 6                | 0                | 2                | 0                | 0                | 0                | 8                | 0                |
| イングランド     | イングランド             | イングランド     | イングランド       | リーグ戦         | リーグ戦         | FLカップ         | FLカップ         | FAカップ         | FAカップ         | 期間通算         | 期間通算         |
| 2019-20          | ブラッドフォード・シティ | 20               | リーグ2            | 3                | 0                | -                | -                | -                | -                | 3                | 0                |
| スコットランド   | スコットランド           | スコットランド   | スコットランド     | リーグ戦         | リーグ戦         | S・リーグ杯      | S・リーグ杯      | スコティッシュ杯 | スコティッシュ杯 | 期間通算         | 期間通算         |
| 2020-21          | レンジャーズ             | 40               | プレミアシップ     | 0                | 0                | 1                | 0                | -                | -                | 1                | 0                |
| 2020-21          | セント・ジョンストン     | 16               | プレミアシップ     | 9                | 2                | -                | -                | 4                | 1                | 13               | 3                |
| 2021-22          | セント・ジョンストン     | 14               | プレミアシップ     | 28               | 1                | 2                | 1                | 1                | 0                | 31               | 2                |
| 2022-23          | ダンディー・ユナイテッド | 15               | プレミアシップ     | 29               | 2                | 2                | 1                | 2                | 1                | 33               | 4                |
| 2023-24          | ダンディー・ユナイテッド | 15               | チャンピオンシップ | 36               | 4                | 4                | 0                | 1                | 0                | 41               | 4                |
| 2024-25          | ダンディー・ユナイテッド | 15               | プレミアシップ     |                  |                  |                  |                  |                  |                  |                  |                  |
| 通算             | スコットランド           | スコットランド   | プレミアシップ     | 87               | 7                | 9                | 4                | 8                | 2                | 104              | 13               |
| 通算             | スコットランド           | スコットランド   | チャンピオンシップ | 36               | 4                | 4                | 0                | 1                | 0                | 41               | 4                |
| 通算             | イングランド             | イングランド     | リーグ2            | 3                | 0                | 0                | 0                | 0                | 0                | 3                | 0                |
| 総通算           | 総通算                   | 総通算           | 総通算             | 126              | 11               | 13               | 4                | 9                | 2                | 148              | 17               |

## タイトル

### クラブ
セント・ジョンストンFC
- スコティッシュカップ（2020-21）[14][21]

ダンディー・ユナイテッドFC
- スコティッシュ・チャンピオンシップ（2023-24）